# Щекино
Ще́кино (рос. Щекино) — присілок у складі Великоустюзького району Вологодської області, Росія. Входить до складу Трегубовського сільського поселення.

## Населення
Населення — 124 особи (2010; 128 у 2002).
Національний склад (станом на 2002 рік):
- росіяни — 98 %